# 林田賢太
林田 賢太（はやしだ けんた、1976年（昭和51年）4月22日 - 2008年（平成20年）11月1日）は日本の脚本家、映画監督。

## 経歴・人物
大阪府吹田市出身。高校時代より自主映画を撮り始め、19歳で日本映画学校（現・日本映画大学）のシナリオコースに入学。加藤正人や我妻正義などから学び、同期には映画監督の李相日、草野陽花、松江哲明などがいる。卒業後は脚本家池端俊策に師事する。
在学中に大阪のプラネットステーションにて撮影した自主映画「サマージャンボ」がインディーズムービーフェスティバルにて4位。更に実習で作った自主映画「東京フリーマーケット」が同映画祭にてグランプリを受け、インディーズムービーフェスティバルより援助監督としてのスカラシップを得て、映画「ブリュレ」 を企画、脚本、監督する。シネバイタルパートナーズ代表。
「ブリュレ」劇場公開中の2008年10月31日にスタッフらと共に酒を飲んで事務所で別れた。その後姿を見せず、スタッフが林田を訪ねに11月5日朝に事務所へ赴いた所、林田が倒れていたため、直ちに病院へ搬送したものの、死亡していたことが確認された。死亡日は11月1日。32歳没。
通夜・葬儀は近親者のみで行われた。11月14日には「林田賢太監督おわかれ会"映画葬"」が開かれ、関係者やファンが参列した。

## プロデュース作品
- ともかの夢みたこと（2000年） - 第2回インディーズムービーフェスティバルで6位

## 監督作品
- サマージャンボ（2000年） - 第3回インディーズムービーフェスティバルで4位
- 東京フリーマーケット（2001年） - 第4回インディーズムービーフェスティバルでグランプリ受賞
- 愛のモルヒネ（2004年、寒水映房）
- 隣之怪 弐談 バック物件（2006年）
- JOHNEN 定の愛 メイキング（2006年）
- ブリュレ（2008年）

## 脚本作品
- 銭道4 男と女の金融講座（2004年、東映ビデオ）
- 銭道5 無限連鎖講（2004年、東映ビデオ）
- 探偵ブギ（2005年、フォーサイド・ドット・コム）
- 桜2号（2007年、朝日放送）

## 著作物
- ブリュレ（2005年、プラネットジアース）